# Bembidarenas
Bembidarenas is een geslacht van kevers uit de familie van de loopkevers (Carabidae). De wetenschappelijke naam van het geslacht is voor het eerst geldig gepubliceerd in 1972 door Erwin.

## Soorten
Bembidarenas omvat de volgende twee soorten:
- Bembidarenas reicheellum (Csiki, 1928)
- Bembidarenas setiventre Negre, 1973